# Lars Andersson i Berg
Lars Andersson (i riksdagen kallad Andersson i Berg), född 8 augusti 1774 i Stora Kils socken, död där 25 maj 1819, var en svensk riksdagsman i bondeståndet.
Andersson företrädde Kils härad och Karlstads tingslag av Värmlands län vid den urtima riksdagen 1812 samt för Kils härad 1815 och 1817–1818.
Andersson var suppleant i bevillningsutskottet vid 1815 års riksdag och under 1817–1818 års urtima riksdag var han ledamot i bondeståndets enskilda besvärsutskott och i allmänna besvärs- och ekonomiutskottet. Han avgick ur bondeståndets enskilda besvärsutskott.